# 马赛地铁
马赛地铁（法語：Métro de Marseille），是法国东南部城市马赛的城市轨道交通系统。马赛地铁开通于1977年。现有2条运营路线(M1線與M2線)，全长22.7公里，設有31個車站(轉乘站重複計算)。马赛地铁为胶轮路轨系统。

## 历史

### 地鐵出現之前
馬賽地鐵系統的第一個計劃出現在 20 世紀初，隨著巴黎地鐵的開通，許多計劃被提出，但由於缺乏資金很快就被放棄。1918 年，馬賽電力公司提議建造一個類似於巴黎地鐵的地鐵網絡。但該提議遭到了擁有和經營馬賽有軌電車系統的法國電車總公司的強烈反對。導致這個項目最終失敗了，在馬賽建造地鐵的想法被放棄了幾十年。
二戰前後，有幾項提議要求通過地下鐵網絡對現有的有軌電車進行現代化改造，但都因建設材料短缺而被放棄。相反的有軌電車，在接下來的十年中幾乎完全被拆除，並由公交車取代。 1960 年，由於汽車使用量的增長，馬賽面臨嚴重的交通堵塞。當時提出了許多解決方案，包括輕軌或通勤列車網絡，但沒有得到市政當局的支持。 

### 地鐵建設
1964 年，一項要求建設地鐵線路以取代最繁忙的公交線路的項目出現，終於吸引市政當局官員的興趣。該計畫由馬賽城市公共運輸 (RTM)的前身--自治運輸管理局研究，提出建設地下形式的地鐵線路以取代負擔過重的的公交線路。這條地鐵線路全長7.4 公里，服務 10 個車站，大約相當於今日M2線的南段路線。
1966年馬賽委託顧問公司設計該市的地鐵系統，1969年提出的計畫成為今日地鐵路線的藍圖，並決定採用膠輪捷運系統，1969 年 6 月，該項目獲得市議會一致性的通過。然而該計畫遲遲不能獲得法國中央的資助，導致1971年的市政選舉出現候選人提議以輕軌取代地鐵，引起了許多爭論，但由於加斯頓·德弗雷( Gaston Defferre)再次當選馬賽市長，導致輕軌項目被放棄。
1971年法國中央決定就計畫中的馬賽地鐵與里昂地铁進行評比，1973 年7 月5日，中央核准M1線玫瑰-貢貝爾城堡科技園站到卡斯泰朗站的建設資助，給予2.1億法郎補貼，然而，這筆補貼實際上僅能支付項目最終成本的 27%，但馬賽地鐵仍於1973年8月13日开始建設。

### 通車之後
马赛地铁M1線於1973年8月13日开建，1977年11月26日完工，1978年開始全線營運，首通段為玫瑰-貢貝爾城堡科技園站到卡斯泰朗站，1992年延長至拉蒂莫訥站，2010年再延长至目前終點站拉富拉熱爾站。
M2线于1975年開始計畫，法國中央政府承諾參與融資建設成本的 30%，但補貼的支付時間過長，迫使M2線被分成幾個階段進行。1980年10月，M2線動工，中间段若利耶特站至卡斯泰朗站于1984年3月开通，南段卡斯泰朗站至圣玛格丽特-德罗梅勒站于1986年2月开通，北段若利耶特站至布干维尔站則于1987年2月开通。
M2線向北延伸到熱茲站的計畫，於2014 年 5 月獲得歐洲投資銀行的資金，2019 年 12 月 16 日 經過多年的延遲，該站終於投入使用。

## 路线

马赛地铁线路网

### 營運路線
馬賽地鐵现有2条运营路线，M1線為「C」字形路線，M2線則為南北走向，
| 路線 | 开通 | 起訖站                              | 車站數 | 路線長度 (km) |
| ---- | ---- | ----------------------------------- | ------ | ------------- |
|      | 1977 | 玫瑰-貢貝爾城堡科技園 -- 拉富拉熱爾 | 18     | 12.9          |
|      | 1978 | 熱茲 -- 圣玛格丽特-德罗梅勒         | 13     | 9.8           |

### 未來規劃

馬賽地鐵擴建計畫

馬賽地鐵的路線延長計畫包括：M1線自玫瑰-貢貝爾城堡科技園站延伸1站，成為M1線的新起點。M2同時有向北與向南延伸的想法，向北延長的想法以馬賽北醫院為終點，但北延並未被納計畫中。相較之下市政當局對南延更有興趣，南延的想法實際上是向東延伸，使M2線呈現「L」字形的走向，預計延伸4.1公里，5個車站，至聖盧郡。除了原有線路外，還有興建M3線的計畫，但所有線路的延長計畫目前都沒有新的消息。

## 車輛
馬賽地鐵為膠輪捷運系統，全系統使用同一種列車--MPM76型，由法國的工業運輸設備公司 (CIMT)製造，列車於1976年開始交付，總共21列，1983年CIMT被阿爾斯通收購，同年為M2線運營增購的15列列車開始交付。MPM76列車最初使用3節編組，由2節動力車與1節拖車組成。1985 年為了應對客流量的增加，馬賽地鐵增購車廂，並將編組改為4節，由3節動力車與1節拖車組成，目前馬賽地鐵共有36列MPM76型列車，144節車廂，每列列車可以運載472位乘客，列車最高時速80公里/小時，可以半自動駕駛，駕駛員只需控制開關車門、啟動列車，列車行走、減速進站等均由號誌控制。

### 新型列車計畫
由於MPM76型列車至今已使用40餘年，馬賽地鐵計畫更新列車，新型列車的製造於2019年確定由阿爾斯通得標，新列車編組仍採用4節編組，但列車總運客量提升至500人，並提供空調。新列車將採用全自動駕駛系統運行，計劃於2023年投入使用，屆時將有38列新列車，取代MPM76型列車，塗裝為白色和藍色。

## 營運資訊
馬賽地鐵列車每天早上 4 ：30 開始營運，結束營業的時間為隔日凌晨0：30。地鐵的班距因小時和季節而異。在高峰時段，班距為冬季每3 分 30 秒，夏季則為4 分鐘。
馬賽地鐵的運營屢遭批評，其問題包括：逃票嚴重、路網覆蓋度不足、地鐵車輛老化且缺乏空調、乘客惡意破壞站體設備。然而根據马赛城市公共交通進行的一項調查，2010 年86% 的地鐵客戶表示他們對地鐵感到滿意。